# Ôbatanga
Ôbatanga est une série télévisée réalisée par Alex Ogou et coproduite par Canal+ International et Plan A. La première saison est diffusée à Abidjan le 19 janvier 2023 et la seconde saison en octobre 2024. 
La série obtient le premier prix FESPACO 2023 dans la catégorie série. Elle remporte en France, en 2023, le prix de la meilleure série francophone étrangère à la 25è édition du festival de Luchon.

## Synopsis
Dans la capitale du Batanga à Yakoma, un pays imaginaire, le riche homme d'affaires, Gredory Moungo est retrouvé mort dans des circonstances mystérieuses. Sans signe de lutte, l'hypothèse d'un meurtre est vite évoquée car sa fortune ne plaît pas à tout le monde. Les premiers suspects sont Xavier Mutonda son associé, Eva sa maîtresse et son épouse Christine Moungo. L'enquête est confiée à la capitaine Olinga qui se plonge dans une guerre pour de l'argent dont plusieurs hautes personnalités du pays sont impliquées.

## Fiche technique
- Titre : Ôbatanga[4]
- Réalisation : Alex Ogou
- Scénario : Henri Melingui
- Production : Canal+ International, Plan A
- Pays d'origine :  Côte d'Ivoire
- Langue originale : français
- Genre : Thriller politique
- Diffusion originale : 2023
- Chaîne d'origine : Canal+ Afrique
- Nombre de saison : 2[5]
- Durée : 52 minutes par épisode

## Distribution
Ont joué dans cette série les acteurs suivants :
- Roger Sallah

- Bambadjan Bamba
- Andréa Kakou
- Mouna N’Diaye : Capitaine Isabelle Olinga
- Arthur Longville
- Brice Mapaga
- Evelyne Ily : Christine Moungo[6]
- Sidiki Bakaba
- Tola Koukoui
- Franck Vlehi

## Production
Ôbatanga est réalisé en Côte d'Ivoire. Pour sa production, la série reçoit en 2022 un financement de 80 000 euro de l'Organisation Internationale de la Francophonie. Le scénario est écrit par Henri Melingui, un jeune camerounais. Son réalisateur est Alex Ogou.
La Première saison qui comporte 6 épisodes est projetée pour la première fois à Abidjan en Côte d'Ivoire le 18 janvier 2023. La deuxième saison sort octobre 2024 et comporte également 6 épisodes.

## Distinctions
- Prix de la meilleure série au Festival panafricain du cinéma et de la télévision de Ouagadougou en 2023[10],[11]
- Prix de la meilleure fiction au Festival du Luchon en France[1]